# ریچارد هاروی
ریچارد هاروی (انگلیسی: Richard Harvey؛ زادهٔ ۲۵ سپتامبر ۱۹۵۳) موسیقی‌دان و آهنگساز اهل بریتانیا است.
از فیلم‌ها یا مجموعه‌های تلویزیونی که وی در آن‌ها نقش داشته‌است، می‌توان به ترفند، طرح‌ریزی، رویارویی، شازده کوچولو و لوتر اشاره نمود.